# Louis XIII (cognac)
Le cognac Louis XIII, propriété du groupe Rémy Cointreau, est une création de la maison Rémy Martin, entreprise basée dans la ville de Cognac en Charente (France). Cette maison fut fondée en 1724, par Rémy Martin, issu d’une longue lignée de viticulteurs charentais.
Le cognac Louis XIII est un assemblage de très vieilles eaux-de-vie charentaises. Il est répertorié parmi les cognacs les plus prestigieux et les plus rares, grâce à la sélection sévère des eaux-de-vie qui le composent, de leur origine exclusive de Grande Champagne (premier cru de la région de Cognac), de leur vieillissement très long, et de leurs stocks limités. Il est reconnaissable à son flacon singulier, réplique d’une carafe qui aurait été retrouvée sur le site de la bataille de Jarnac.

## Historique

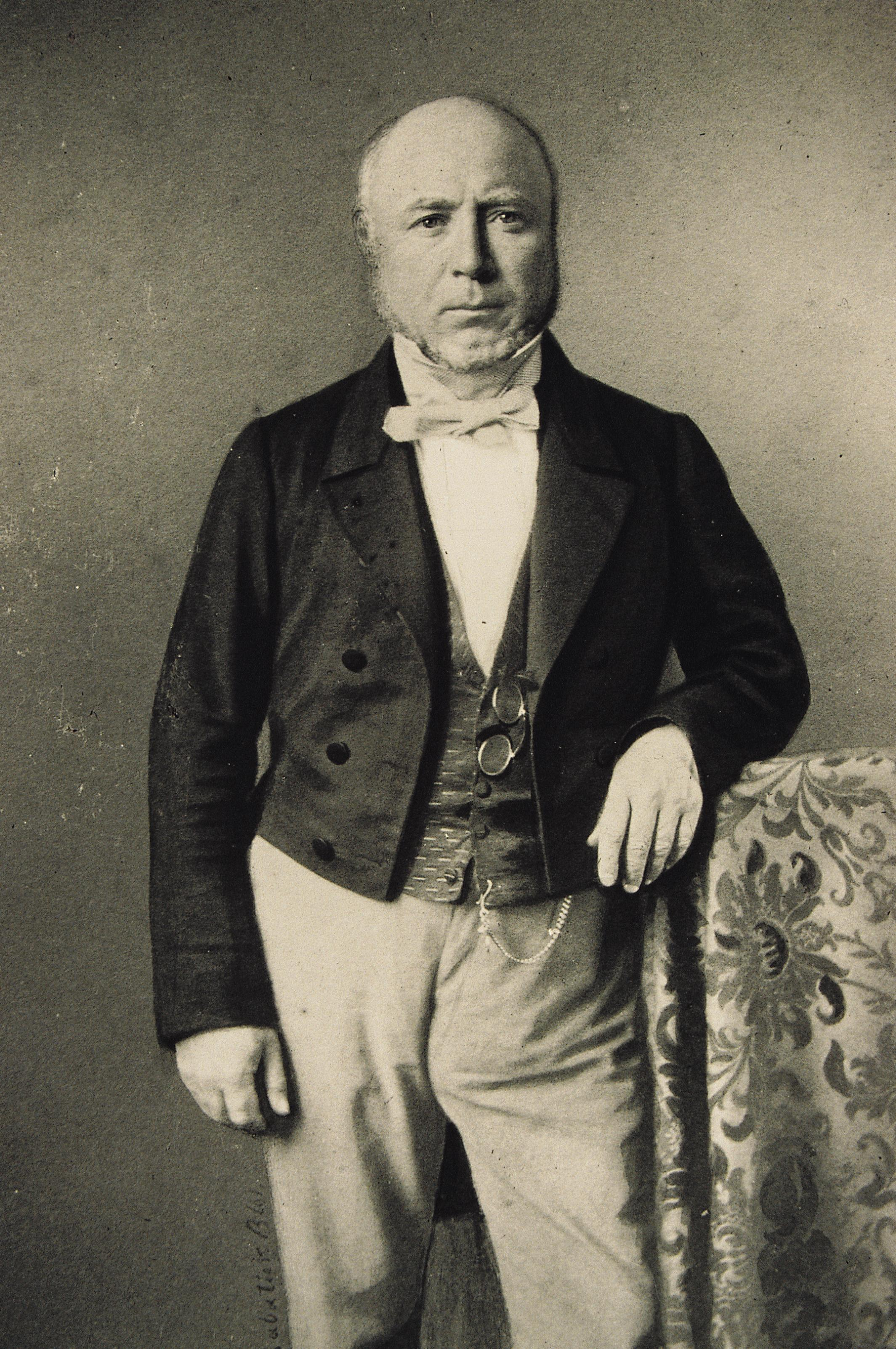
Paul-Emile Rémy Martin

L’origine de la carafe remonte à la fin du XIXe siècle. Paul-Émile Rémy Martin, cinquième du nom, fait l’acquisition en 1850 d’une gourde métallique que l’on aurait retrouvée sur le site de la bataille de Jarnac qui eut lieu en 1569. En 1874, pour le 150e anniversaire de son entreprise, il en crée une réplique en verre pour y abriter une qualité de cognac exceptionnelle, née de l’assemblage des eaux-de-vie conservées depuis plus d’un demi-siècle par ses ancêtres, tradition familiale initiée par le fondateur de la maison. Sur les carafes est mentionné : « Grande Champagne Très vieille, Âge inconnu ».
C’est en hommage au roi Louis XIII qui favorisa le commerce des eaux-de-vie sous son règne que ce cognac fut par la suite baptisé « Louis XIII ».
Dès 1876, le cognac Louis XIII s’exporte dans le monde entier. La marque est déposée aux États-Unis en 1878 et la carafe est exposée à l’Exposition universelle de 1900 à Paris. Depuis sa création, la marque est restée la propriété de la Maison Rémy Martin.

## Production et savoir-faire
Le cognac Louis XIII est issu de Grande Champagne, premier cru de cognac. Il provient de la sélection des meilleurs lots d’eaux-de-vie primées, distillés deux fois sur lies dans des alambics de petite contenance et élevés en fûts de chêne comme l’y oblige le cahier des charges de l'AOC Cognac (eau-de-vie). La maison Rémy Martin privilégie le chêne de type limousin pour les fûts qui serviront au vieillissement.
Le cognac Louis XIII est un assemblage d’eaux-de-vie. Quatre générations de maîtres de chai se sont succédé en un siècle pour assembler ce cognac. Selon la maison Rémy Martin, il peut contenir jusqu’à 1 200 lots différents.
L’actuel maître de chai de la maison Rémy Martin est Baptiste Loiseau. Il a obtenu ce titre en 2014 à l’âge de 34 ans. Ses prédécesseurs furent André Renaud, André Giraud, Georges Clot et Pierrette Trichet.

## Collection
Chaque carafe en cristal Louis XIII est numérotée. Elle est modernisée en 1981 avec un bouchon en cristal massif qui prend la forme d’une fleur de lys (il avait jusqu'ici la forme d’une carafe inversée), et un col rehaussé d’or fin. En 2000, pour célébrer le nouveau millénaire, Louis XIII lance une série limitée, Celebrate Year 2000.
En 2001 et en 2004, un partenariat est engagé avec le diamantaire Star Diamond pour la création d’une série limitée, Louis XIII Diamant.
En 2007, la série Louis XIII Black Pearl voit le jour. Le cognac est issu d’un unique tierçon (fût) centenaire et la carafe, créée par Baccarat, a des reflets argentés.
Le cognac Louis XIII a lancé en 2009 une autre série limitée Louis XIII Rare Cask 43,8. Il fut sorti à l’initiative du maître de chai Pierrette Trichet. Le cognac est issu d’un tierçon singulier qui titre 43,8°. En 2012, la collection se poursuit avec le Louis XIII Rare Cask 42,6.
En 2011 est commercialisé le Louis XIII Le Jéroboam d’une contenance quatre fois supérieure à un flacon traditionnel d’une contenance de 0.70cl.
En 2015, Louis XIII produit un film intitulé 100 Years: The Movie You Will Never See, réalisé par Robert Rodriguez et avec John Malkovich, dont la sortie est prévue en 2115, soit cent ans après sa réalisation.
Cette même année est commercialisée Louis XIII La Miniature (contenance de 5cl).
En 2016, Louis XIII a lancé Le Mathusalem en partenariat avec la cristallerie Baccarat, le plus grand flacon de cristal jamais créé pour un cognac (6 litres), et l’édition limitée Time Collection, hommage aux grands moments de l’histoire du cognac Louis XIII.
Au mois de novembre de la même année, a lieu une vente aux enchères chez Sotheby’s de « L’Odyssée d’un Roi » composée de trois malles sur-mesure réalisées par Hermès. Chacune d’elles contient une pipette en or blanc créée par l’orfèvrerie d’art Puiforcat et un magnum soufflé à la bouche et gravé à la main par la cristallerie Saint-Louis. Chacun de ces magnums contient un assemblage unique de Louis XIII, enrichi d’eaux-de-vie parmi les plus anciennes de la Maison. Les bénéfices de la vente ont été reversés à la fondation de Martin Scorsese, The Film Foundation.
Enfin, 2016 marque également l’ouverture d’une boutique exclusivement réservée au cognac Louis XIII dans le grand magasin SKP à Pékin.

## Données financières
La marque Louis XIII appartient à la Maison Rémy Martin qui fait partie du groupe de spiritueux Rémy Cointreau, coté en bourse. Le groupe est contrôlé par la famille Hériard-Dubreuil.
Au cours de l’année fiscale 2015-2016, le chiffre d’affaires de la Maison Rémy Martin s’est établi à 647,8 millions d’euros, en progression de 15 %. Le directeur général de la Maison Rémy Martin est Eric Vallat. Le Directeur Exécutif de Louis XIII est Ludovic du Plessis.
La carafe Louis XIII de format 70cl est vendue entre 2 600 et 2 800 euros. Les éditions limitées peuvent atteindre quelques dizaines de milliers d’euros.